# モスクワ・サンクトペテルブルク間列車爆破テロ (2007年)
2007年にモスクワ・サンクトペテルブルク間の列車で爆破テロが発生しました。このテロ事件では、高速鉄道「ネフスキー・エクスプレス」が標的となり、列車が脱線・横転し、約30名の乗客が犠牲になりました。2007年以前にも、同じ列車がテロの標的となり脱線事故が発生しましたが、その際は死者は出ていませんでした。
- 事件:  2007年8月13日、モスクワとサンクトペテルブルクを結ぶ高速鉄道「ネフスキー・エクスプレス」が爆破され、脱線・横転しました。
- 被害:  約30名が死亡、多数の負傷者が出ました。
- 犯人:  犯行声明は出ていませんが、チェチェンなどのイスラム過激派勢力による犯行とみられています。
- 背景:  ロシアでは、チェチェン共和国を巡る紛争や、イスラム過激派によるテロが過去にも発生しており、この事件もその一環とみられています。
- 過去の類似事件:  2007年以前にも、同じ列車がテロの標的となり脱線事故が発生しましたが、その際は死者は出ていませんでした。
- 再発防止:  ロシア政府は、テロ対策の強化や、社会インフラの再建に取り組んできましたが、事件は問題の解決の難しさを示しています。